# 포데모스 (베네수엘라)
사회민주주의를 위해(스페인어: Por la Democracia Social), 약칭 포데모스(스페인어: Podemos)는 베네수엘라의 정당이다. 사회민주주의 중도좌파 군소정당으로 거대 좌파정당이자 현재 베네수엘라 여당인 베네수엘라 연합사회당과 자매결연을 맺은 정당이기도 하다. 주요 야당인 새 시대와의 차이점은 두 정당 다 사회민주주의라는 정치적 노선이나 스펙트럼은 유사하지만, 새 시대는 우고 차베스를 독재자라고 극단적으로 폄하하는데 비해 이 정당은 우고 차베스를 옹호한다.